# Бабаян Самвел Андранікович
Самвел Андранікович Бабаян (вірм. Սամվել Բաբայան, 5 березня 1965, Степанакерт) — військовий, державний і політичний діяч, генерал-лейтенант (з 1996 р.), герой Арцаху (з 1997 р.).

## Біографія
- 1972—1982 рр. — Вірменська середня школа № 7 ім. Е. Чаренца (м. Степанакерт).
- 1983—1985 рр. — служив у військовому контингенті СРСР, розташованому на території Німецької Демократичної Республіки.
- З 1988 р. — приєднався до боротьби за визволення Арцаху.
- 1989—1991 рр. — був одним із підпільних командирів збройного опору, командував 2-ї добровільною ротою Степанакерту, був членом центрального підпільного штабу, заступником командира загонів самооборони НКР.
- Червень 1991 р. — у період проведення операції «Кільце» був заарештований за наказом командування ЗС СРСР, під приводом порушення паспортного режиму та понад 6 місяців утримувався у в'язниці міста Баку.
- 1992—1993 рр. — здійснював координацію бойових дій оборонних районів НКР, брав участь у розробці плану визвольної операції Шуши.
- 1992—1994 рр. — брав участь у переговорах про припинення бойових дій на фронті.
- 1992—1999 рр. — також у міжнародних переговорах із врегулювання карабаського конфлікту.
- З березня по серпень 1992 р. — був членом комітету самооборони при раді міністрів НКР, заступником командувача силами самооборони НКР.
- Із серпня 1992 по квітень 1993 р. — перший заступник голови комітету самооборони НКР.
- З квітня 1993 по листопад 1993 р. — виконувач обов'язки голови комітету самооборони НКР.
- З листопада 1993 по грудень 1999 р. — командувач армією оборони НКР.
- 1995—1999 рр. — перший міністр оборони НКР. Підполковник (1992), Полковник (1993), Генерал-майор (1994), нагороджений орденом «Золотий орел» НКР.
- 1992—1994 рр. — був членом державного комітету оборони НКР.
- 1992—1995 рр. — депутат Верховної Ради НКР першого скликання.
- 1995—1999 рр. — був членом уряду і ради безпеки при президентові НКР.
- 2000—2004 рр. — за замах на президента НКР був засуджений до 14 років позбавлення свободи, проте через 4,5 року був помилуваний.
- 2004—2005 рр. — заснував інформаційно-аналітичну громадську організацію «Хачмерук» (м. Єреван).
- З листопада 2005 р. — заснував партію «Дашінк».